# Прусси (Митищинський міський округ)
Прусси́ (рос. Пруссы) — присілок у складі Митищинського міського округу Московської області, Росія.

## Населення
Населення — 22 особи (2010; 8 у 2002).
Національний склад (станом на 2002 рік):
- росіяни — 100 %